# ده شیر (خدابنده)
موقوفه ده شیر (خدابنده)، روستایی از توابع بخش مرکزی شهرستان خدابنده در استان زنجان ایران است.

## جمعیت
این موقوفه در دهستان حومه قرار دارد و براساس سرشماری مرکز آمار ایران در سال ۱۳۸۵، جمعیت آن ۶۱۸ نفر (۱۳۰خانوار) بوده‌است.

## وقف
این روستا از جمله موقوفات آستان مقدس حرم حضرت معصومه (س) می باشد.